# Église Saint-Martin d'Audembert
L'église Saint-Martin est située 6, avenue Georges-Clemenceau à Audembert, dans le département français du Pas-de-Calais.

## Histoire
Au XIXe siècle, les pierres de la tour qui tombaient en ruine ont été utilisées pour construire la nef en style flamboyant. Le clocher date de 1852. L'ensemble a été totalement restauré en 1895.